# Vallée du Tibre
 (août 2024).
La mise en forme du texte ne suit pas les recommandations de Wikipédia : il faut le « wikifier ».
Les points d'amélioration suivants sont les cas les plus fréquents. Le détail des points à revoir est peut-être précisé sur la page de discussion.
- Les titres sont pré-formatés par le logiciel. Ils ne sont ni en capitales, ni en gras.
- Le texte ne doit pas être écrit en capitales (les noms de famille non plus), ni en gras, ni en italique, ni en « petit »…
- Le gras n'est utilisé que pour surligner le titre de l'article dans l'introduction, une seule fois.
- L'italique est rarement utilisé : mots en langue étrangère, titres d'œuvres, noms de bateaux, etc.
- Les citations ne sont pas en italique mais en corps de texte normal. Elles sont entourées par des guillemets français : « et ».
- Les listes à puces sont à éviter, des paragraphes rédigés étant largement préférés. Les tableaux sont à réserver à la présentation de données structurées (résultats, etc.).
- Les appels de note de bas de page (petits chiffres en exposant, introduits par l'outil «  Source ») sont à placer entre la fin de phrase et le point final[comme ça].
- Les liens internes (vers d'autres articles de Wikipédia) sont à choisir avec parcimonie. Créez des liens vers des articles approfondissant le sujet. Les termes génériques sans rapport avec le sujet sont à éviter, ainsi que les répétitions de liens vers un même terme.
- Les liens externes sont à placer uniquement dans une section « Liens externes », à la fin de l'article. Ces liens sont à choisir avec parcimonie suivant les règles définies. Si un lien sert de source à l'article, son insertion dans le texte est à faire par les notes de bas de page.
- La présentation des références doit suivre les conventions bibliographiques. Il est recommandé d'utiliser les modèles {{Ouvrage}}, {{Chapitre}}, {{Article}}, {{Lien web}} et/ou {{Bibliographie}}. Le mode d'édition visuel peut mettre en forme automatiquement les références.
- Insérer une infobox (cadre d'informations à droite) n'est pas obligatoire pour parachever la mise en page.

Pour une aide détaillée, merci de consulter Aide:Wikification.
Si vous pensez que ces points ont été résolus, vous pouvez retirer ce bandeau et améliorer la mise en forme d'un autre article.
 (août 2024).
La vallée du Tibre (en italien : Valle del Tevere) est la plus grande entité géographique faisant partie du bassin hydrographique du Tibre inclus dans la région Émilie-Romagne, la région Toscane, la région Ombrie et la région Latium. Ce bassin est caractérisé par des terrasses fluviales et des zones de plaines inondables qui s'étendent de la ceinture des Apennins jusqu'au delta du Tibre sur la côte de la mer Tyrrhénienne.

## Géologie
Le bassin du Tibre est constitué de quatre milieux morpho-structuraux principaux :
- le bassin supérieur du Tibre, occupé principalement par des dépôts terrigènes en faciès Flysch d'origine toscane (sur la rive droite au nord du lac Trasimène) et d'Ombrie-Marches (sur la rive gauche) ;
- la crête carbonatée des Apennins, qui occupe le secteur est et sud, constitué de reliefs carbonatés ;
- le graben du Tibre avec ses dépôts de faciès marin à continental, les bassins intermontagnards ;
- les systèmes volcaniques des monts Vulsini, Cimini, Sabatini et Albani, qui occupent le secteur sud-ouest.

### Graben
- Graben du Paléotevere[3]
- Paglia-Tibre Graben[4]
- Graben du Tibre, Val di Chiana[5],[6]

## Parcs naturels
Plusieurs parcs naturels sont présents le long de la vallée du Tibre:  
- Parc fluvial du Tibre - Région de l'Ombrie[7]
- Parc fluvial interrégional du Tibre[8],[9],[10]
- Oasis naturelle d'Alviano
- Réserve naturelle de la Vallée de l'Aniene
- Parc naturel régional Valle del Treja
- Oasis urbain du Tibre
- Delta du Tibre - Réserve naturelle d'État du littoral romain[11],[12]

## Galerie

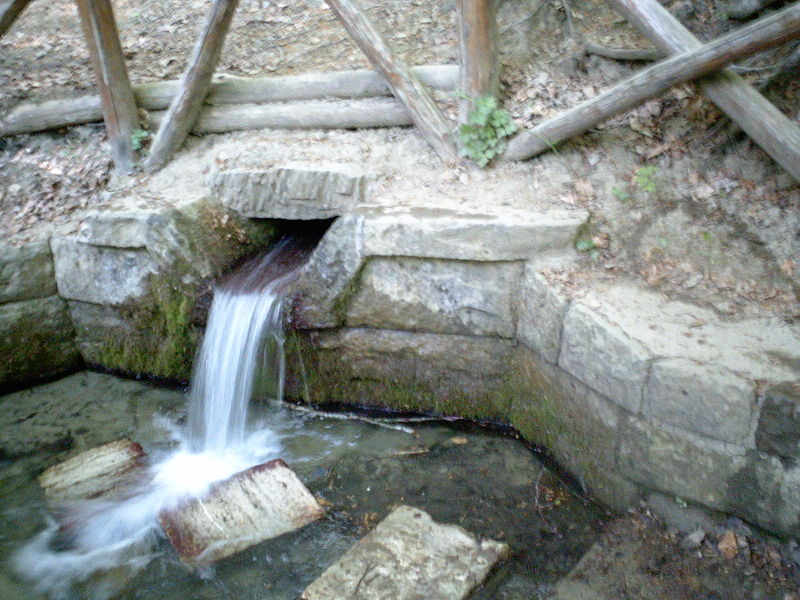
Sources du Tibre - Mont Fumaiolo.
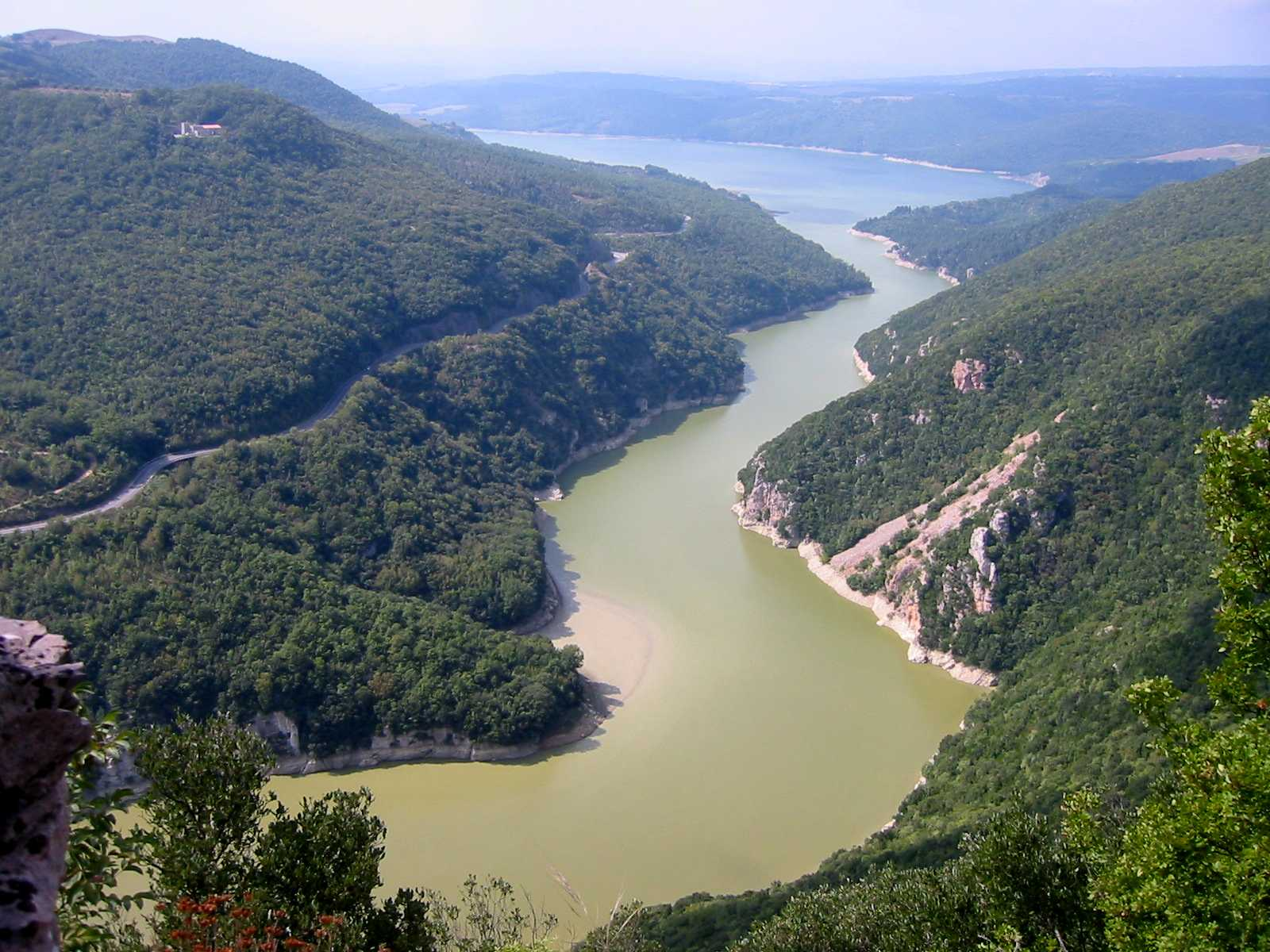
Lac Corbara.
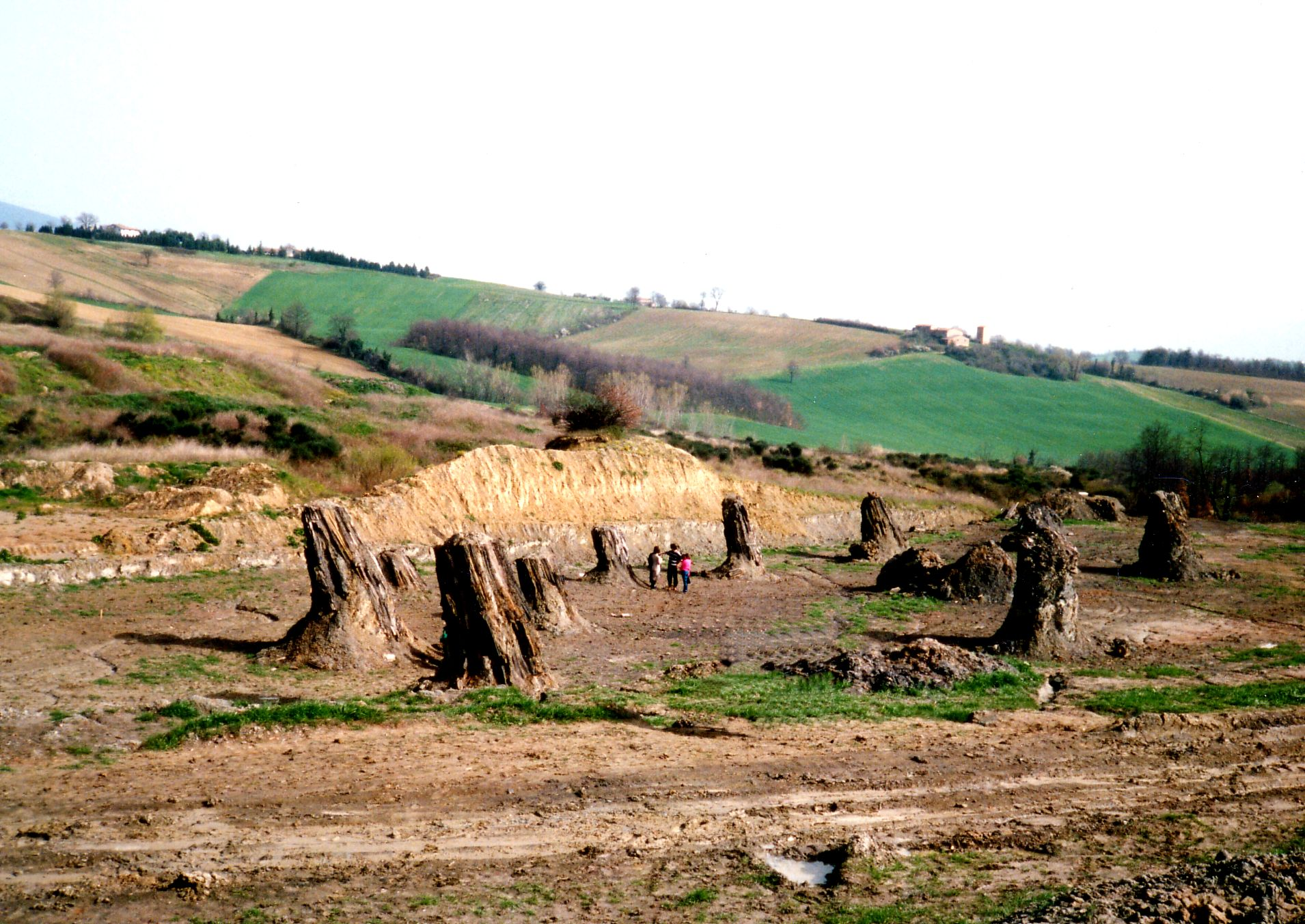
Forêt fossile de Dunarobba.
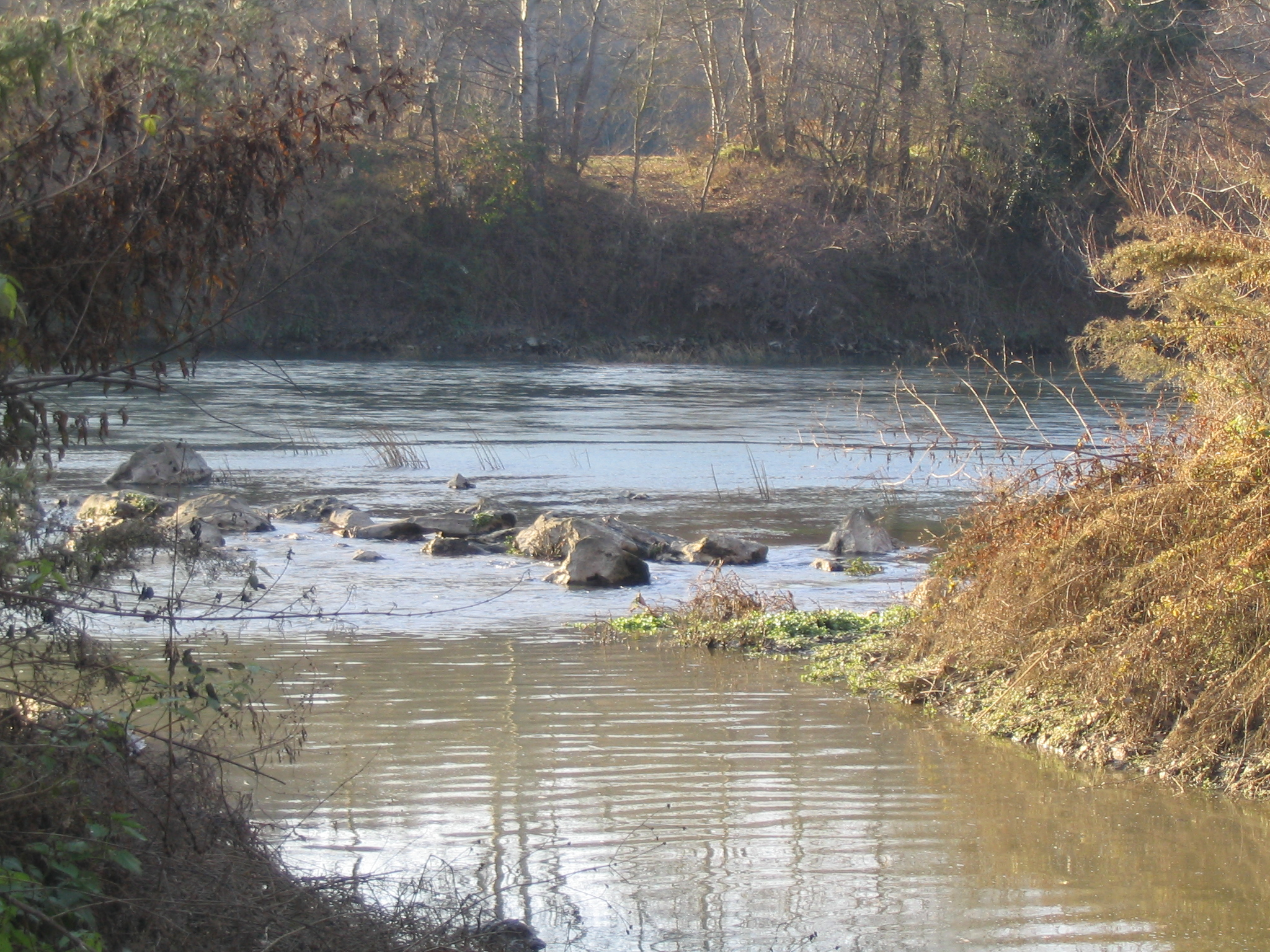
Capu l'Aia.
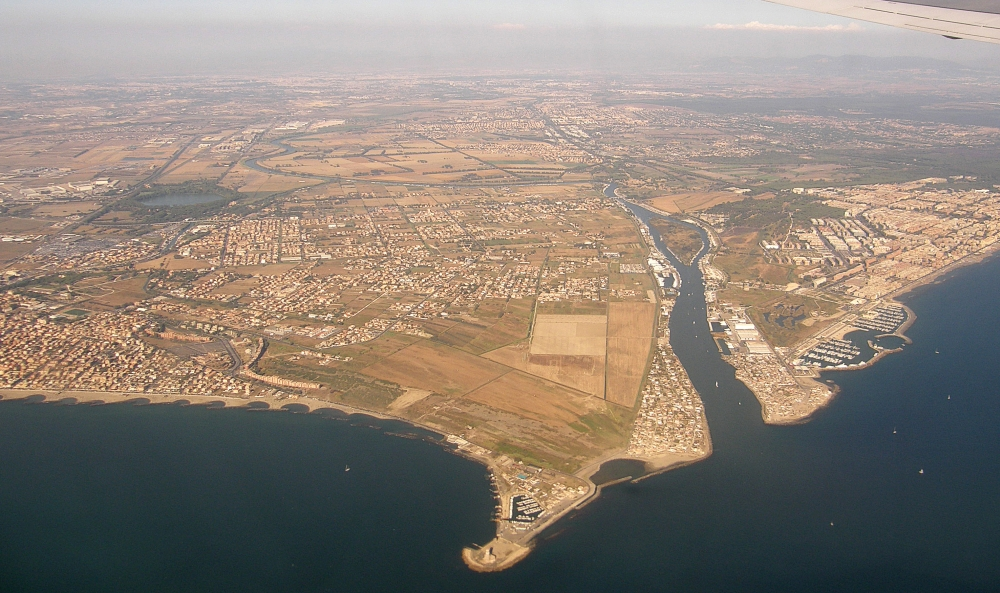
Embouchure du Tibre - entre Fiumicino et Ostie.